# Oxford County (Maine)
Oxford County ist ein County im Bundesstaat Maine der Vereinigten Staaten. Der Sitz der Countyverwaltung (Shire Town) befindet sich in Paris.

## Geographie
Nach Angaben der Volkszählungsbehörde der Vereinigten Staaten hat das County eine Gesamtfläche von 5634 Quadratkilometern. Davon sind 252 Quadratkilometer, entsprechend 4,47 Prozent, Wasserflächen. Das County grenzt im Uhrzeigersinn an die Countys:  Franklin County, Androscoggin County, Cumberland County, York County, Carroll County (New Hampshire), Coös County (New Hampshire) und Le Granit (Kanada).

## Geschichte
95 Bauwerke und Stätten des Countys sind im National Register of Historic Places eingetragen (Stand 11. November 2017).

## Demografische Daten

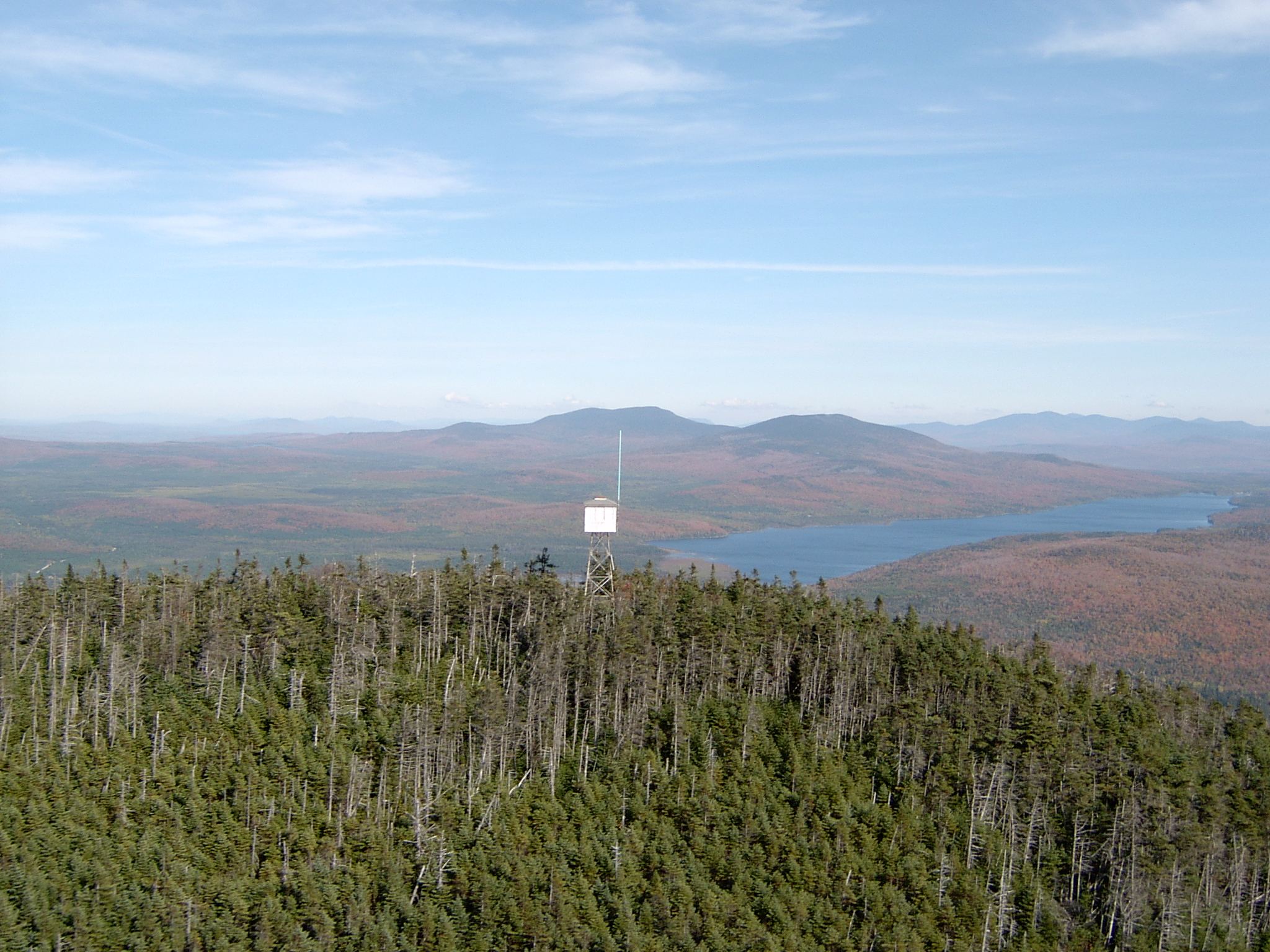
Der West Kennebago Mountain

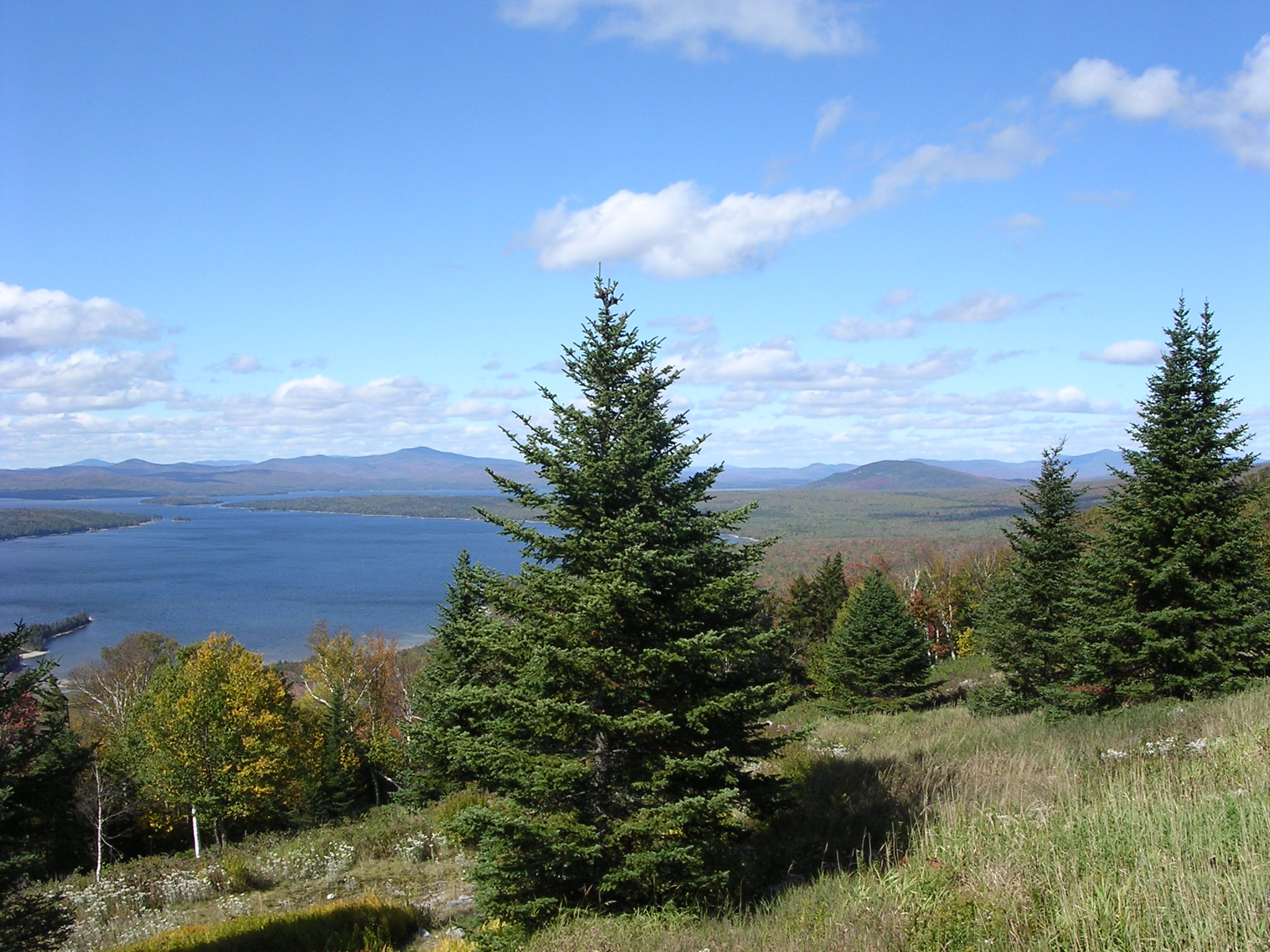
Der Mooselookmeguntic Lake

Nach der Volkszählung im Jahr 2000 lebten im County 54.755 Menschen. Es gab 22.314 Haushalte und 15.173 Familien. Die Bevölkerungsdichte betrug 10 Einwohner pro Quadratkilometer. Ethnisch betrachtet setzte sich die Bevölkerung zusammen aus 98,25 % Weißen, 0,17 % Afroamerikanern, 0,28 % amerikanischen Ureinwohnern, 0,37 % Asiaten, 0,02 % Bewohnern aus dem pazifischen Inselraum und 0,11 % aus anderen ethnischen Gruppen; 0,80 % stammten von zwei oder mehr ethnischen Gruppen ab. 0,53 % der Bevölkerung waren spanischer oder lateinamerikanischer Abstammung.
Von den 22.314 Haushalten hatten 30,40 % Kinder und Jugendliche unter 18 Jahre, die bei ihnen lebten. 54,10 % waren verheiratete, zusammenlebende Paare, 9,50 % waren allein erziehende Mütter. 32,00 % waren keine Familien. 25,60 % waren Singlehaushalte und in 11,00 % lebten Menschen im Alter von 65 Jahren oder darüber. Die Durchschnittshaushaltsgröße betrug 2,42 und die durchschnittliche Familiengröße lag bei 2,87 Personen.
Auf das gesamte County bezogen setzte sich die Bevölkerung zusammen aus 24,20 % Einwohnern unter 18 Jahren, 6,50 % zwischen 18 und 24 Jahren, 27,80 % zwischen 25 und 44 Jahren, 25,50 % zwischen 45 und 64 Jahren und 16,10 % waren 65 Jahre alt oder darüber. Das Durchschnittsalter betrug 40 Jahre. Auf 100 weibliche Personen kamen 95,40 männliche Personen, auf 100 Frauen im Alter ab 18 Jahren kamen statistisch 93,70 Männer.
Das jährliche Durchschnittseinkommen eines Haushalts betrug 33.435 USD, das Durchschnittseinkommen der Familien betrug 39.794 USD. Männer hatten ein Durchschnittseinkommen von 30.641 USD, Frauen 21.233 USD. Das Prokopfeinkommen betrug 16.945 USD. 11,80 % der Bevölkerung und 8,30 % der Familien lebten unterhalb der Armutsgrenze. 14,80 % davon waren unter 18 Jahre und 10,10 % waren 65 Jahre oder älter.

### Census 2020
Bei dem United States Census 2020 wurden in Oxford County 57.777 Einwohner gezählt.

## Städte und Gemeinden

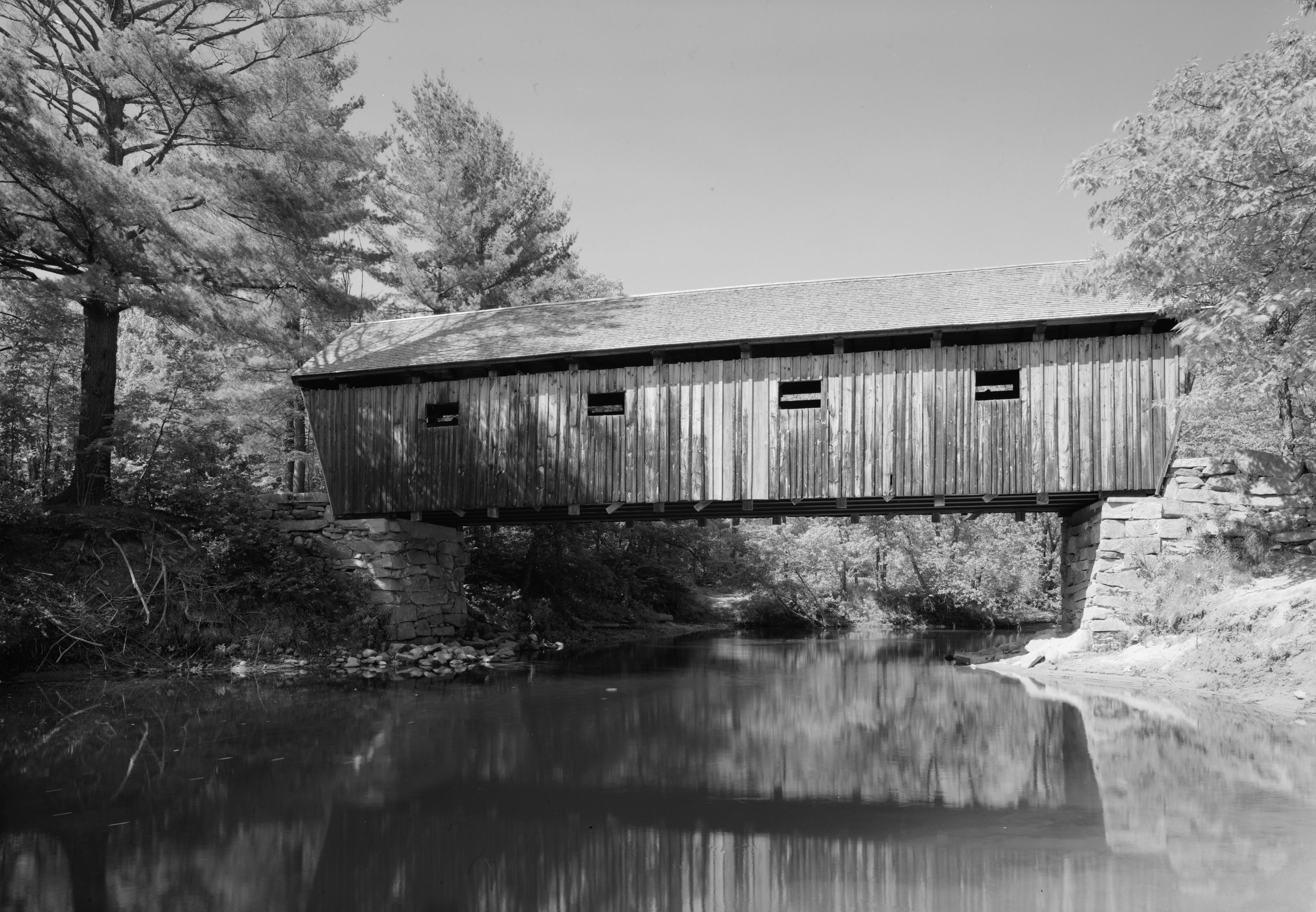
Die Lovejoy Bridge, gelistet im NRHP mit der Nr. 70000057

Oxford County ist unterteilt in 36 Verwaltungseinheiten; zwei als Plantation, die anderen in der Form einer Towns organisiert. Drei Gebiete sind Unorganized Territorys, fünf Villages ohne eigenständige Rechte Teil einer Town.
| Ortschaft           | Status     | Einwohner (2020) | Gesamte Fläche [km²] | Landfläche [km²] | Bevölkerungsdichte [Einwohner / km²] | Gründung      |
| ------------------- | ---------- | ---------------- | -------------------- | ---------------- | ------------------------------------ | ------------- |
| Andover             | Town       | 752              | 148,8                | 148,7            | 5,1                                  | 23. Juni 1804 |
| Bethel              | Town       | 2.504            | 170,7                | 167,3            | 15,0                                 | 10. Juni 1796 |
| Brownfield          | Town       | 1.631            | 117,7                | 115,2            | 14,2                                 | 20. Feb. 1802 |
| Buckfield           | Town       | 1.983            | 97,8                 | 97,2             | 20,4                                 | 16. März 1793 |
| Byron               | Town       | 103              | 136,1                | 134,2            | 0,8                                  | 24. Jan. 1833 |
| Canton              | Town       | 1125             | 79,0                 | 75,4             | 14,9                                 | 5. Feb. 1821  |
| Denmark             | Town       | 1.197            | 129,3                | 119,5            | 10,0                                 | 20. Feb. 1807 |
| Dixfield            | Town       | 2.553            | 108,0                | 106,9            | 23,9                                 | 21. Juni 1803 |
| Fryeburg            | Town       | 3.369            | 170,7                | 151,1            | 22,3                                 | 11. Jan. 1777 |
| Gilead              | Town       | 195              | 51,0                 | 48,9             | 4,0                                  | 23. Juni 1804 |
| Greenwood           | Town       | 774              | 111,6                | 107,9            | 7,2                                  | 2. Feb. 1816  |
| Hanover             | Town       | 286              | 19,6                 | 18,2             | 15,7                                 | 14. Feb. 1843 |
| Hartford            | Town       | 1.203            | 116,8                | 113,6            | 10,6                                 | 13. Juni 1798 |
| Hebron              | Town       | 1.223            | 58,4                 | 58,0             | 21,1                                 | 6. März 1792  |
| Hiram               | Town       | 1.609            | 100,7                | 97,3             | 16,5                                 | 27. Feb. 1807 |
| Lincoln Plantation  | Plantation | 41               | 95,4                 | 84,1             | 0,5                                  | 15. Juli 1875 |
| Lovell              | Town       | 1.104            | 124,0                | 111,8            | 9,9                                  | 15. Nov. 1800 |
| Magalloway          | Plantation | 45               | 140,3                | 125,3            | 0,4                                  | 5. März 1883  |
| Mexico              | Town       | 2.756            | 61,1                 | 60,5             | 45,6                                 | 13. Feb. 1818 |
| Newry               | Town       | 411              | 159,4                | 159,4            | 2,6                                  | 15. Juni 1805 |
| Norway              | Town       | 5.077            | 122,6                | 116,7            | 43,5                                 | 9. März 1797  |
| Otisfield           | Town       | 1.853            | 114,6                | 103,4            | 17,9                                 | 19. Feb. 1798 |
| Oxford              | Town       | 4.229            | 108,5                | 100,3            | 42,2                                 | 27. Feb. 1829 |
| Paris (County Seat) | Town       | 5.179            | 106,1                | 105,6            | 49,0                                 | 20. Juni 1793 |
| Peru                | Town       | 1.488            | 123,3                | 120,9            | 12,3                                 | 5. Feb. 1821  |
| Porter              | Town       | 1.600            | 85,1                 | 81,6             | 19,6                                 | 20. Feb. 1807 |
| Roxbury             | Town       | 361              | 114,3                | 111,1            | 3,2                                  | 17. März 1835 |
| Rumford             | Town       | 5.858            | 180,9                | 177,5            | 33,0                                 | 21. Feb. 1800 |
| Stoneham            | Town       | 261              | 90,0                 | 87,6             | 3,0                                  | 31. Jan. 1834 |
| Stow                | Town       | 393              | 63,0                 | 62,7             | 6,3                                  | 28. Jan. 1833 |
| Sumner              | Town       | 994              | 116,2                | 114,7            | 8,7                                  | 13. Juni 1798 |
| Sweden              | Town       | 406              | 77,0                 | 74,6             | 5,4                                  | 26. Feb. 1813 |
| Upton               | Town       | 69               | 108,3                | 102,3            | 0,7                                  | 9. Feb. 1860  |
| Waterford           | Town       | 1.570            | 137,1                | 130,1            | 12,1                                 | 2. März 1797  |
| West Paris          | Town       | 1.766            | 63,2                 | 62,8             | 28,1                                 | Sep. 1957     |
| Woodstock           | Town       | 1.352            | 121,4                | 118,4            | 11,4                                 | 7. Feb. 1815  |

Unincorporated Villages:
- Center Lovell
- Dickvale
- Kezar Falls
- North Waterford
- Waterford Flat

Census-designated places
- Dixfield (CDP) (1.323)
- Fryeburg (CDP) (1.444)
- Mexico (CDP) (2.234)
- Norway (CDP) (2.696)
- Oxford (CDP) (1.294)
- Rumford (CDP) (4.298)
- South Paris (CDP) (2.183)

Unorganized Territory
- North Oxford (16)
- South Oxford (591)
- Milton (150)